# Tri Marine
Tri Marine International Inc. è un'azienda statunitense che si occupa della pesca, della lavorazione e della vendita del tonno.
Secondo il "Recent developments in the tuna industry – Stocks, fisheries, management, processing, trade and markets" redatto dalla FAO nel 2010, Tri Marine è uno dei tre leader mondiali dell'industria del commercio del tonno, dopo Itochu e FCF, con volumi di vendite pari a 400.000 tonnellate di tonno congelato all'anno ed un fatturato stimato tra 1.2 e 1.4 miliardi di euro.

## Storia
Trimarine International nasce a Singapore nel 1972 all'interno di Efim che la inquadra in Sopal, la holding capofila per il settore alimentare, con l'obiettivo di garantire fornitura costante di pesce e tonno per le società di Stato del comparto ittico e, quindi, per il mercato italiano; va ad affiancare Tri-Marine Associates Ltd, sempre con sede a Singapore, nuova denominazione di Alcopes Singapore, anch'essa società del gruppo Efim-Sopal, che era già attiva nel settore ittico a Panama.
Le due aziende, comunque, avevano lo stesso obiettivo e, fino al 1985, erano amministrate da Renato Curto; sarà proprio lui che, a cavallo tra gli anni ottanta e novanta, a capo di un'operazione di management buyout, rileverà l'azienda, portando la sede legale negli Usa, dove risiede.
Nel 1997, in cordata con Thai Union e Edmund A. Gann, compra per 97 milioni di dollari Chicken of the Sea, la seconda marca di tonno negli USA con il 22% del mercato; venderà la partecipazione a Thai Union nel 2001. Nello stesso anno, acquista da Star Kist una flotta di 8 velieri per la pesca del tonno, integrando verticalmente la sua filiera.
Nel 2013 Bolton Group (proprietario del brand Rio Mare, il cui tonno è fornito in esclusiva da Tri Marine), entra nel capitale della società, acquisendone il 50%. Nel 2019 sale al 100%.
Il fatturato stimato per Tri Marine è pari a 1.2/1.4 miliardi di euro all'anno: secondo dati risalenti al 2013, il 50/60% deriva dalle vendite a Bolton. Detiene anche una serie di private label che sviluppano tra il 5 ed il 10% dei ricavi ed impattano una quota simile delle vendite.
È proprietario, infine, di una flotta di 13 navi.

## Fonti
- H.R. 3583, American Samoa Protection of Industry, Resources, and Employment Act, Camera dei rappresentanti degli Stati Uniti, Commissione per le Risorse Naturali, Sottocommissione per gli affari nelle Isole, Oceani e la Fauna Selvatica, 4 novembre 2009